# Justinien Clary
Justinien Clary (20 de abril de 1860-14 de junio de 1933) fue un tirador deportivo francés que compitió en los siglos XIX y XX. Participó en los Juegos Olímpicos de París 1900 y ganó la medalla de bronce en la competencia de foso olímpico, detrás de los franceses Roger de Barbarin y René Guyot, quienes ganaron el oro y la plata, respectivamente. Nació y murió en París.